# Soyouz 35
Soyouz 35 est un vol du programme spatial soviétique à destination de la station spatiale Saliout 6 qui commence à être habitée en permanence. 
Soyuz 35 est utilisé pour le retour de l'équipage Soyouz 36, l'équipe venue avec Soyouz 35 revenant sur Terre avec Soyouz 37.

## Équipage
Les nombres entre parenthèses indiquent le nombre de vols spatiaux effectués par chaque individu jusqu'à cette mission incluse.
Décollage :
- Leonid Popov (1)
- Valeri Rioumine (3)

Atterrissage :
- Valery Kubasov (3)
- Bertalan Farkas (1)

## Paramètres de la mission
- Masse : 6800 kg
- Périgée : 198 km
- Apogée : 259.7 km
- Inclinaison : 51.65°
- Période : 88.81 minutes